# Karolina
Karolina – żeński odpowiednik imienia Karol. Innym żeńskim odpowiednikiem imienia Karol jest Karola. Imię Karolina jest pochodzenia starogermańskiego, od słowa charal, carl.
W 2018 roku zarejestrowano 1 622 dziewczynki o imieniu Karolina. W 2017 roku 1 883.
Karolina w innych językach:
- francuski – Caroline, Charlotte
- angielski – Carolyn, Carol, Carolin, Caroline, Carolyne, Carrie, Charlize, Charlotte
- esperanto – Karolino, Karla, Ĉarloto
- włoski, hiszpański, portugalski – Carolina
- niemiecki – Caroline, Lotte, Charlotte, Karoline
- węgierski – Karola
- łacina – Carola
- rosyjski – Каролина

Karolina imieniny obchodzi:
- 27 stycznia, jako wspomnienie św. Karoliny Santocanale
- 9 maja, jako wspomnienie bł. Karoliny Gerhardinger (Marii Teresy od Jezusa)
- 1 lipca, jako wspomnienie bł. Karoliny Denain
- 17 lipca, jako wspomnienie bł. Karoliny od Zmartwychwstania, jednej z 16 karmelitanek z Compiègne
- 18 listopada, jako wspomnienie bł. Karoliny Kózkówny

Pozostałe spotykane niekiedy w różnych kalendarzach daty, z których najbardziej znanymi są 4 listopada i 5 lipca, odnoszą się prawdopodobnie do wcześniej lub obecnie funkcjonujących dat wspomnień św. Karola.

## Znane osoby noszące imię Karolina
- Karolina Adamczyk – polska aktorka
- Karolina Bacia – polska aktorka
- Karolina Bielawska – polska modelka, Miss World z roku 2021
- Karolina Borkowska – polska aktorka
- Karolina Brunszwicka – królowa Wielkiej Brytanii
- Charlotte Corday – zabójczyni Jean-Paula Marata
- Karolina Burbon-Parmeńska – księżniczka Parmy, księżna Saksonii
- Carlota Castrejana – hiszpańska lekkoatletka
- Karolina Chapko – polska aktorka
- Karolina Dafne Porcari – polska aktorka
- Karolína Erbanová – czeska łyżwiarka szybka
- Caroline Evers-Swindell – nowozelandzka wioślarka
- Carrie Fisher – amerykańska aktorka
- Karolina Gajewska – polska nauczycielka i działaczka polityczna
- Karolina Gilon – polska dziennikarka, prezenterka telewizyjna, modelka i piosenkarka
- Karolina Gorazda – polska modelka, Miss Polonia z roku 2003
- Karolina Gorczyca - polska aktorka
- Karolina Grimaldi – księżniczka Monako
- Karolina Gruszka – polska aktorka
- Charlotte Kalla – szwedzka biegaczka narciarska
- Karolina Korwin Piotrowska – polska dziennikarka
- Karolina Kosińska – polska tenisistka
- Carolina Kostner – włoska łyżwiarka figurowa
- Karolina Kozak – polska piosenkarka i prezenterka radiowa
- Karolina Kózkówna (1898-1914) – błogosławiona Kościoła katolickiego
- Karolina Kurkova – czeska modelka
- Karolina Lanckorońska (1898-2002) – polska historyk sztuki
- Karolina Lizer – polska piosenkarka
- Caroline Lufkin – amerykańska piosenkarka
- Karolina Malinowska – polska modelka
- Karolina Michalczuk – polska pięściarka
- Karolina Miller – polska judoczka
- Karolina Naja – polska kajakarka
- Karolina Nolbrzak – polska aktorka
- Karolina Nowakowska – polska aktorka
- Karolina Pietraszewska (1870-1940) – polska śpiewaczka
- Karolína Plíšková – czeska tenisistka
- Karolina Riemen-Żerebecka – polska narciarka dowolna
- Carolina Ruiz Castillo – hiszpańska narciarka alpejska
- Karolina Różycka – polska siatkarka
- Karolina Sabaudzka – królowa Francji
- Karolina Sawka – polska aktorka
- Caroline Sunshine – amerykańska aktorka i piosenkarka
- Karolina Stanisławczyk – polska piosenkarka
- Karolina Syrek  – polska judoczka
- Karolina Szostak – polska dziennikarka telewizyjna
- Charlotte Elizabeth Diana (Karolina z Walii) – księżniczka Zjednoczonego Królestwa
- Charlize Theron – południowoafrykańska aktorka, zdobywczyni Oscara
- Carrie Underwood – amerykańska piosenkarka
- Caroline Wozniacki – duńska tenisistka pochodzenia polskiego
- Karolina Zakrzewska – Miss Polski z roku 2007
- Carly Gullickson
- Carly Simon
- Carly Colón
- Carly Rae Jepsen – kanadyjska piosenkarka
- Carly Pope
- Carlyle Glean
- Carly Dockendorf
- Carlyle Guimarães Cardoso
- Szarlota Pawel - polska graficzka, malarka